# ミニカセット

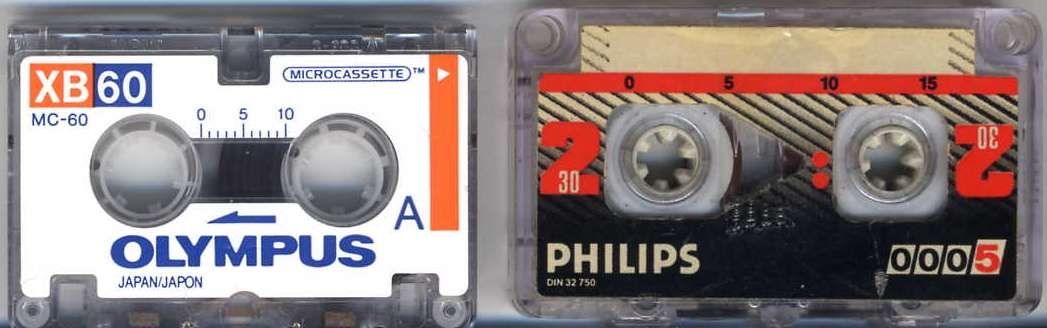
マイクロカセット（左）とミニカセット（右）

ミニカセット (Mini-Cassette) は、フィリップスによって1967年に開発されたオーディオ用磁気記録テープ媒体の規格である。オリンパスが1969年に開発したマイクロカセットとは別の規格である。

## 概要

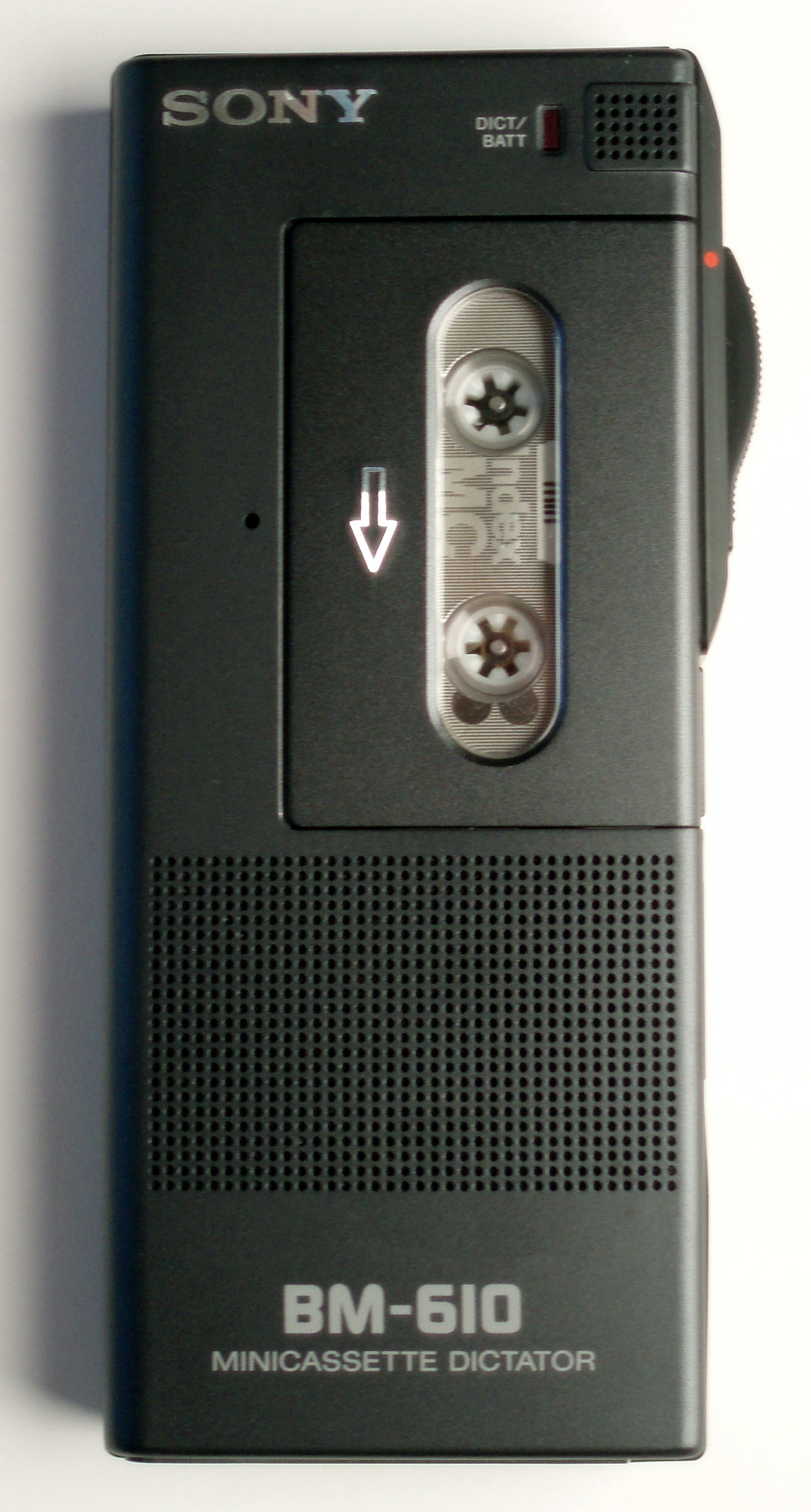
ソニー BM-610 ミニカセットレコーダー

主にボイスレコーディング用途で使用され、1980年発売の家庭用パソコン「Philips P2000」の外部記憶装置としても使用された。
コンパクトカセットやマイクロカセットなどの通常の磁気テープは、テープの線速度を一定にするためにキャプスタンとピンチローラーによってテープを駆動する。しかし、ミニカセットではこれらが省かれ、代わりに巻き取り側リールによってテープが直接駆動される。これによりメカニズムが単純になり、カセットの小型化にも成功した。そのかわりテープの線速度が一定ではない（平均2.4cm/s）。また、ワウフラッターが発生しやすいため、ボイスレコーディング以外の用途には適さないシステムとなった。
キャプスタンとピンチローラーがないことからテープを小刻みに早送り・巻き戻しするのに適しており、初期の留守番電話に使用された。また、Hi-Fiである必要はないが信頼性が重視される口述・書き起こしの用途で使われ続けた。これは、デジタル録音が普及してからもこの用途でアナログメディアが使われ続けたことと事情が似ている。現在は機器の製造・販売は終了し、録音用テープの供給も完了している。

## 類似規格
ヒューレット・パッカードとVerbatimが、HP-41プログラム電卓のデータ保存用としてテープドライブ「HP82161A」を1982年に発売している。このカセットはミニカセットと互換性は無いものの非常によく似ており、キャプスタンとピンチローラーを使用しない点も共通している。